# Purbalingga (ort i Indonesien)
Purbalingga är en ort i Indonesien.   Den ligger i provinsen Jawa Tengah, i den västra delen av landet, 300 km öster om huvudstaden Jakarta. Purbalingga ligger 61 meter över havet och antalet invånare är 56 903.
Terrängen runt Purbalingga är huvudsakligen platt, men åt nordväst är den kuperad. Runt Purbalingga är det mycket tätbefolkat, med 1 411 invånare per kvadratkilometer. Närmaste större samhälle är Purwokerto, 14,7 km väster om Purbalingga. Trakten runt Purbalingga består till största delen av jordbruksmark.